# محوطه و گورستان کوند ۳
محوطه و قبرستان کوند ۳ مربوط به دوران‌های تاریخی پس از اسلام است و در شهرستان بوئین‌زهرا، روستای کوند واقع شده و این اثر در تاریخ ۱۲ بهمن ۱۳۸۱ با شمارهٔ ثبت ۷۴۴۷ به‌عنوان یکی از آثار ملی ایران به ثبت رسیده است.